# Olivier Ernst
Olivier Ernst (2 mei 1972) is een Belgische voormalige atleet, die gespecialiseerd was in de sprint. Hij nam eenmaal deel aan de Europese indoorkampioenschappen en behaalde één Belgische titel.

## Biografie
Ernst werd in 1998 Belgisch indoorkampioen op de 200 m. Door een persoonlijk record van 21,29 s kon hij zich dat jaar op die afstand ook plaatsen voor de Europese indoorkampioenschappen in Valencia. Hij werd uitgeschakeld in de reeksen.
Ernst was aangesloten bij AC Lebbeke, VITA Atletiekclub, Royal Football Club Luik en Vilvoorde AC.

## Belgische kampioenschappen
Indoor
| Onderdeel | Jaar |
| --------- | ---- |
| 200 m     | 1998 |

## Persoonlijke records
Outdoor
| Onderdeel | Prestatie | Datum       | Plaats             |
| --------- | --------- | ----------- | ------------------ |
| 100 m     | 10,39 s   | 17 mei 1998 | Naimette-Xhovémont |
| 200 m     | 20,84 s   | 17 mei 1998 | Naimette-Xhovémont |

Indoor
| Onderdeel | Prestatie | Datum            | Plaats   |
| --------- | --------- | ---------------- | -------- |
| 200 m     | 21,29 s   | 20 februari 1998 | Eaubonne |

## Palmares

### 200 m
- 1998:  BK AC indoor - 21,32 s
- 1998:  BK AC - 21,07 s
- 1998: 3e in reeks EK indoor te Valencia - 21,40 s
- 1999:  BK AC - 21,16 s